# تاک ساکاگوچی
تاک ساکاگوچی (انگلیسی: Tak Sakaguchi؛ زادهٔ ۱۵ مارس ۱۹۷۵) یک هنرپیشه، کارگردان، و طراح رقص اهل ژاپن است.